# Unterseeboot 972
L'Unterseeboot 972 ou U-972 est un sous-marin allemand (U-Boot) de type VIIC utilisé par la Kriegsmarine pendant la Seconde Guerre mondiale.
Le sous-marin fut commandé le 5 juin 1941 à Hambourg (Blohm + Voss), sa quille fut posée le 15 juin 1942, il fut lancé le 22 février 1943 et mis en service le 8 avril 1943, sous le commandement de l'Oberleutnant zur See Klaus-Dietrich König.
L'U-972 n'endommagea ou ne coula aucun navire au cours de l'unique patrouille (16 jours en mer) qu'il effectua.
Il fut porté disparu en décembre 1943.

## Conception
Unterseeboot type VII, l'U-972 avait un déplacement de 769 tonnes en surface et 871 tonnes en plongée. Il avait une longueur totale de 67,10 m, un maître-bau de 6,20 m, une hauteur de 9,60 m et un tirant d'eau de 4,74 m. Le sous-marin était propulsé par deux hélices de 1,23 m, deux moteurs diesel Germaniawerft M6V 40/46 de 6 cylindres en ligne de 1 400 cv à 470 tr/min, produisant un total de 2 060 à 2 350 kW en surface et de deux moteurs électriques Brown, Boveri & Cie GG UB 720/8 de 375 cv à 295 tr/min, produisant un total 550 kW, en plongée. Le sous-marin avait une vitesse en surface de 17,7 nœuds (32,8 km/h) et une vitesse de 7,6 nœuds (14,1 km/h) en plongée. Immergé, il avait un rayon d'action de 80 milles marins (150 km) à 4 nœuds (7,4 km/h; 4,6 milles par heure) et pouvait atteindre une profondeur de 230 m. En surface son rayon d'action était de 8 500 milles nautiques (soit 15 700 km) à 10 nœuds (19 km/h).
L'U-972 était équipé de cinq tubes lance-torpilles de 53,3 cm (quatre montés à l'avant et un à l'arrière) et embarquait quatorze torpilles. Il était équipé d'un canon de 8,8 cm SK C/35 (220 coups), d'un canon antiaérien de 20 mm Flak et d'un canon 37 mm Flak M/42 qui tire à 15 350 mètres avec une cadence théorique de 50 coups par minute. Il pouvait transporter 26 mines TMA ou 39 mines TMB. Son équipage comprenait 4 officiers et 40 à 56 sous-mariniers.

## Historique
Il reçut sa formation de base au sein de la 5. Unterseebootsflottille jusqu'au 30 novembre 1943, puis il intégra sa formation de combat dans la 6. Unterseebootsflottille.
Il quitte Kiel en Allemagne pour sa première patrouille sous les ordres de l'Oberleutnant zur See Klaus-Dietrich König le 30 novembre 1943. Après 16 jours en mer, l'U-972 a envoyé son dernier message radio le 15 décembre 1943 au sud de l'Islande à la position géographique approximative 60° 30′ N, 20° 00′ O, alors qu'il était en route vers sa zone opérationnelle dans l'Atlantique Nord.
Il a été déclaré par le Bdu comme porté disparu dans l'Atlantique Nord le 1er février 1944 avec ses 49 membres d'équipage. Il n'y a actuellement aucune explication à sa disparition, son épave n'ayant pas été retrouvée.

## Affectations
- 5. Unterseebootsflottille du 8 avril 1943 au 30 novembre 1943 (Période de formation).
- 6. Unterseebootsflottille du 1er décembre 1943 au 15 décembre 1943 (Unité combattante).

## Commandement
- Oberleutnant zur See Klaus-Dietrich König du 8 avril 1943 au 15 décembre 1943.

## Patrouille
|       | Commandant                 | Départ           | Départ | Arrivée          | Arrivée       | Jours    | Succès |
| ----- | -------------------------- | ---------------- | ------ | ---------------- | ------------- | -------- | ------ |
| 1     | Oblt. Klaus-Dietrich König | 30 novembre 1943 | Kiel   | 15 décembre 1943 | Porté disparu | 16 jours |        |
| Total | Total                      | Total            | Total  | Total            | Total         | 16 jours | 0 t    |

Note : Oblt. = Oberleutnant zur See

### Opérations Wolfpack
L'U-972 a opéré avec les Wolfpacks (meute de loups) durant sa carrière opérationnelle.
- Coronel (15–17 décembre 1943)
- Sylt (18–23 décembre 1943)
- Rügen (23–28 décembre 1943)
- Rügen 2 (28 décembre 1943 – 1er janvier 1944)